# Yama-tsuki

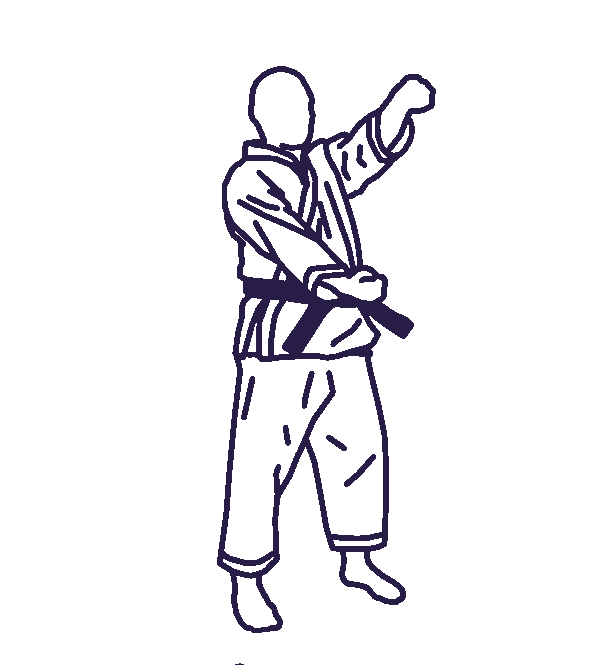
Yama-tsuki (double coup de poing).

Le yama-tsuki est une technique de karaté. Le Yama-tsuki est un double coup de poing en forme de U. Le nom de cette technique vient de la forme que donnent les bras et le buste qui ressemble à l’idéogramme kanji '山' correspondant à yama qui veut dire montagne et tsuki qui peut se traduire par 'poussée' ou encore 'coup d'estoc'. Cette technique d’attaque est souvent conçue comme une attaque et un blocage simultané. On la retrouve dans le kata Bassai Dai. De nos jours le Yama-tsuki apparaît dans les mangas d'arts martiaux  tel que Shijou Saikyo no deshi kenichi ou encore Baki.